# Gare de Colombo-Fort
La gare de Colombo-Fort est l'une des principales gares ferroviaires du Sri Lanka. Elle se trouve à Colombo, la capitale du Sri Lanka. La plupart des trains nationauxnt ici.

## Histoire
En 1864, quand le chemin de fer est apparu à Ceylan, les trains s'arrêtaient à Colombo Terminus Station, une gare aujourd'hui désaffectée qui se trouvait près de Maradana. En 1877, une gare dénommée "Fort" existait mais elle était un peu plus à l'ouest et était une gare pas très fréquentée.

## Service des voyageurs

### Desserte

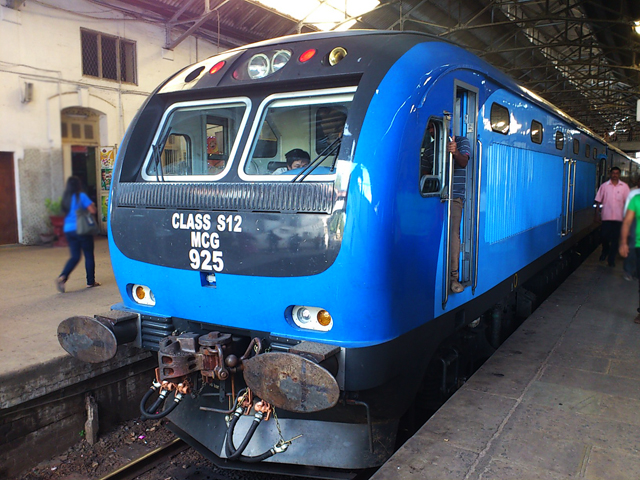
Un train stationnant à Fort.

Trains nationaux :
Sources
| Route, | Frequency                  |
| --- | -------------------------- |
| Colombo Fort – Colombo-Maradana – Vavuniya – Jaffna – Kankesanturai                                                                         | 10 par jour (11 le Samedi) |
| Colombo Fort – Colombo-Maradana – Ragama - Polgahawela – Kurunegala - Maho                                                                  | 4 par jour (3 en weekend)  |
| Anuradhapura – Maho – Kurunegala – Polgahawela – Maho – Ragama – Colombo-Maradana – Colombo Fort – Panadura - Galle – Matara                | 1 par Jour                 |
| Colombo Fort – Colombo-Maradana – Batticaloa                                                                                                |                            |
| Colombo Fort – Colombo-Maradana – Trincomalee                                                                                               |                            |
| Colombo Fort – Colombo-Maradana – Ragama - Polgahawela – Peradeniya - Nawalapitiya - Hatton - Nanu Oya - Pattipola - Ella - Badulla         | 3 par jour                 |
| Colombo Fort – Colombo-Maradana – Ragama - Polgahawela – Peradeniya - Kandy                                                                 | 9 par jour                 |
| Colombo Fort – Colombo-Maradana – Ragama - Polgahawela – Peradeniya - Kandy - Nawalapitiya - Hatton - Nanu Oya - Pattipola - Ella - Badulla | 2 par jour                 |
| Colombo Fort – Colombo-Maradana – Ragama - Polgahawela                                                                                      | 1 par jour                 |
| Colombo-Maradana – Colombo Fort – Panadura - Galle – Matara                                                                                 | 8 par jour                 |
| Colombo-Maradana – Colombo Fort – Panadura - Galle                                                                                          | 5 par jour (4 le Samedi)   |
| Colombo Fort – Panadura - Galle – Matara | 1 par jour                 |
| Colombo Fort – Colombo-Maradana – Ragama - Negombo – Chilaw - Bangadeniya - Puttalam                                                        |                            |

Trains locaux :
| Trajet             | Fréquence |
| ------------------ | --------- |
| Panadura           | 25        |
| Veyangoda          | 39        |
| Ja Ela             | 14        |
| Kelani Valley Line | 8         |